# Micranthocereus albicephalus
Micranthocereus albicephalus är en kaktusväxtart som först beskrevs av Albert Frederik Hendrik Buining och Brederoo, och fick sitt nu gällande namn av Friedrich Ritter. Micranthocereus albicephalus ingår i släktet Micranthocereus och familjen kaktusväxter. Inga underarter finns listade i Catalogue of Life.

## Bildgalleri

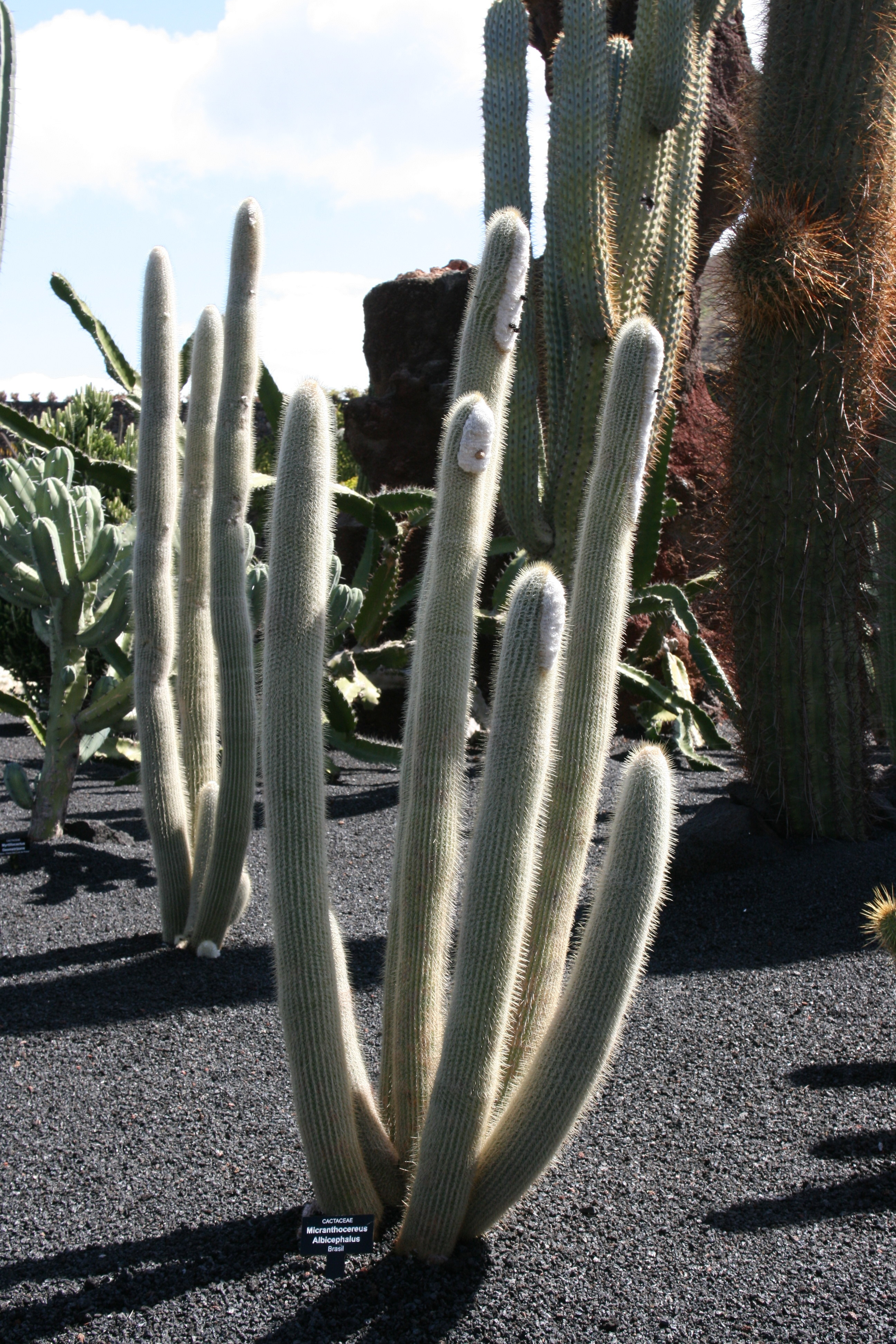
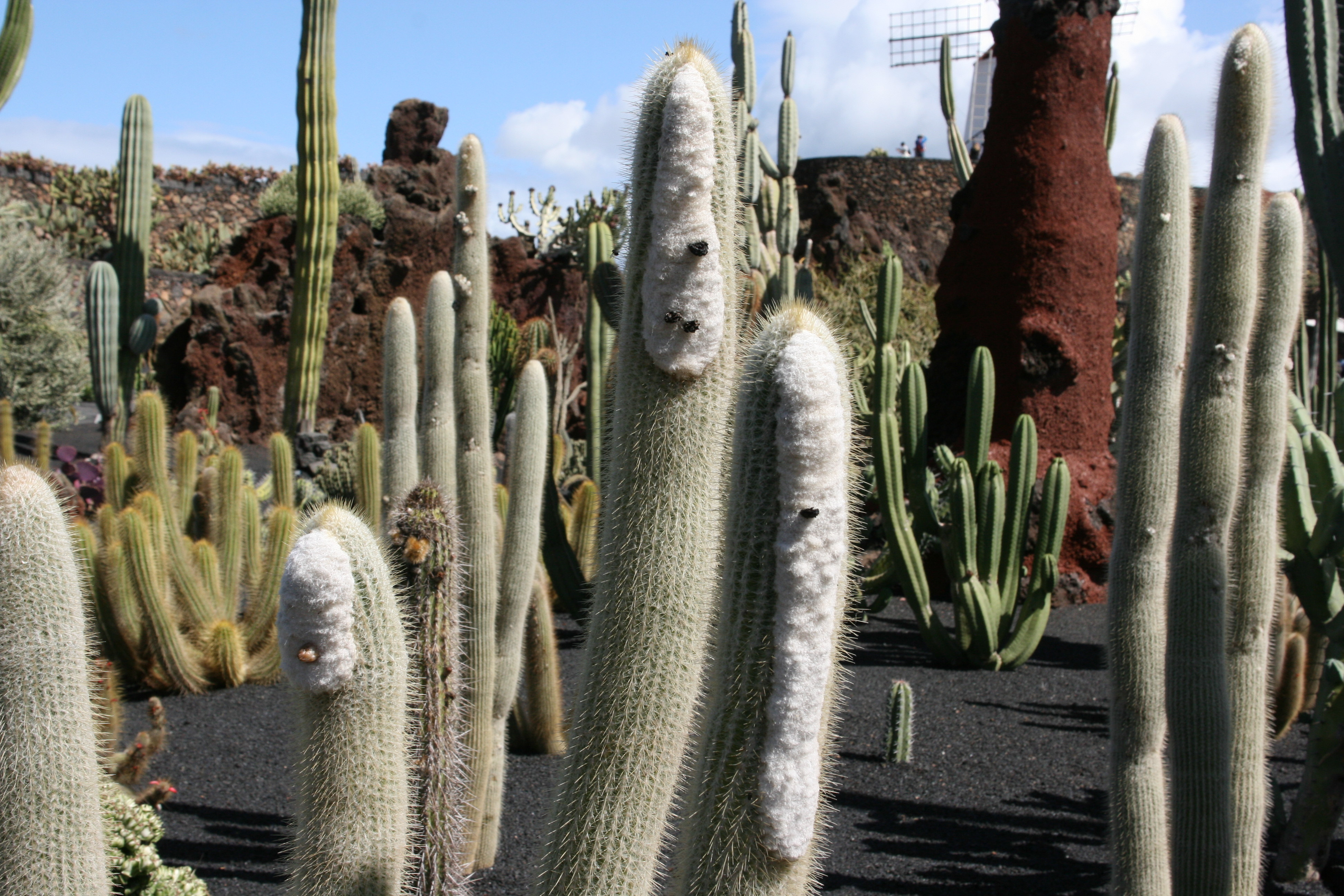
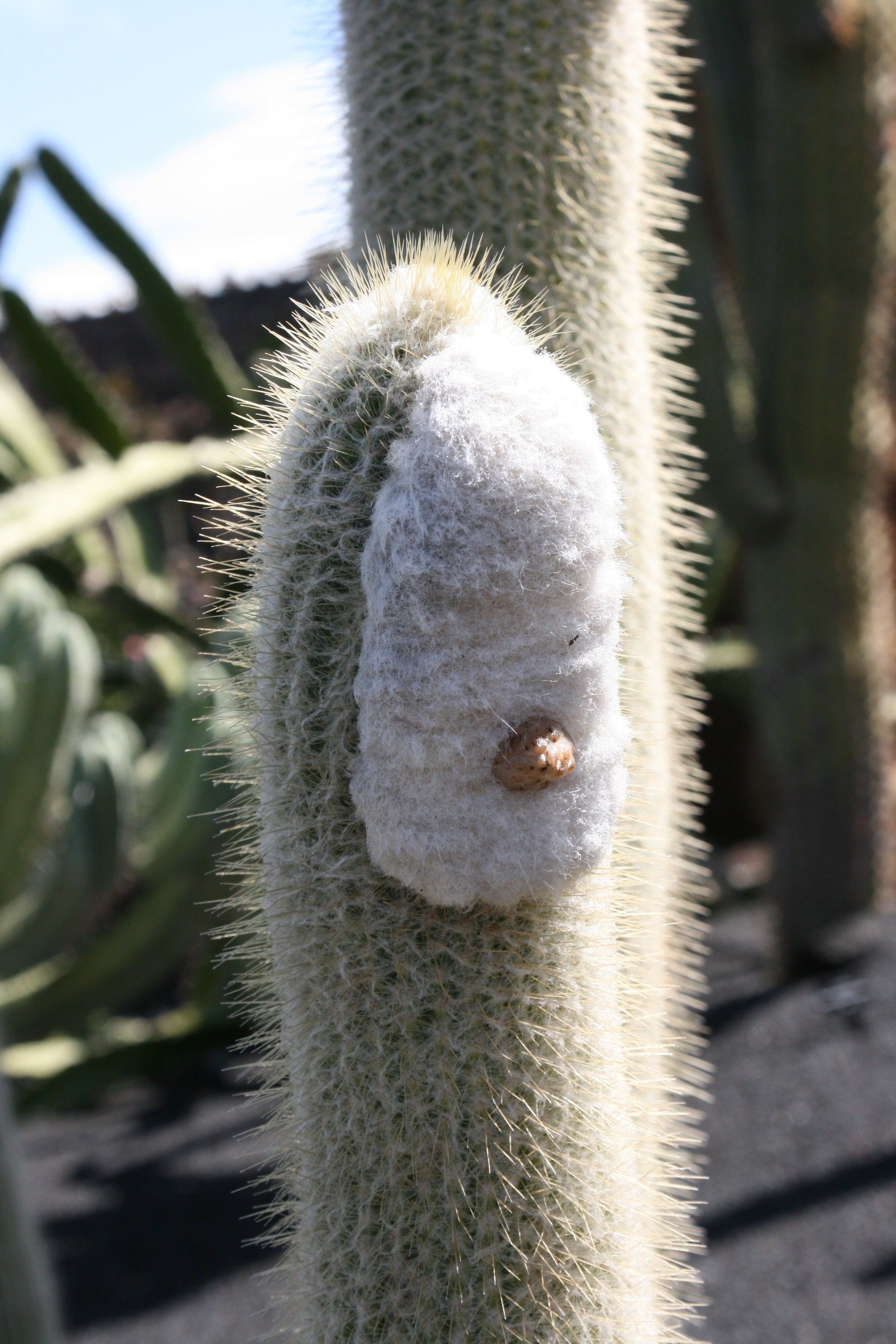
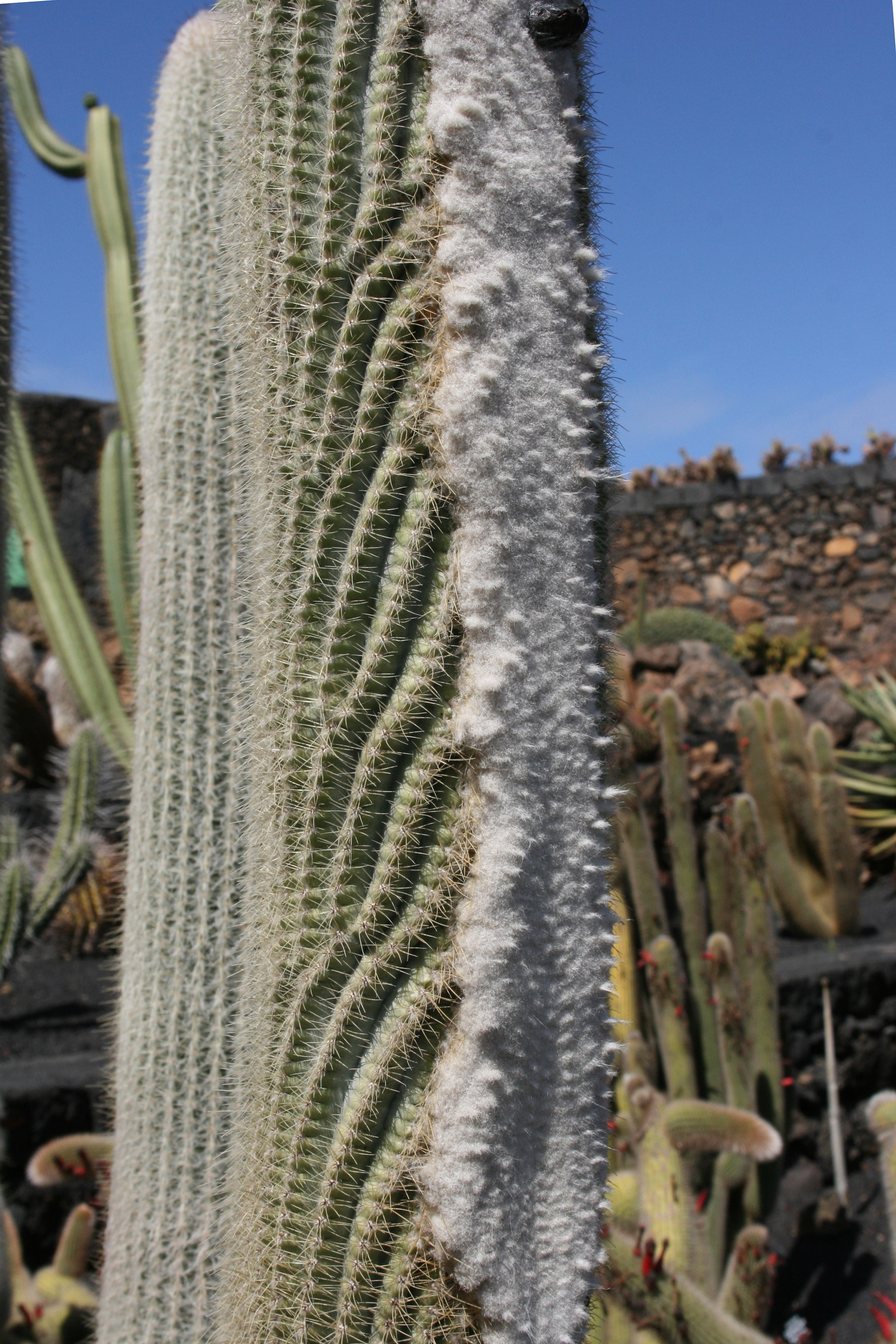
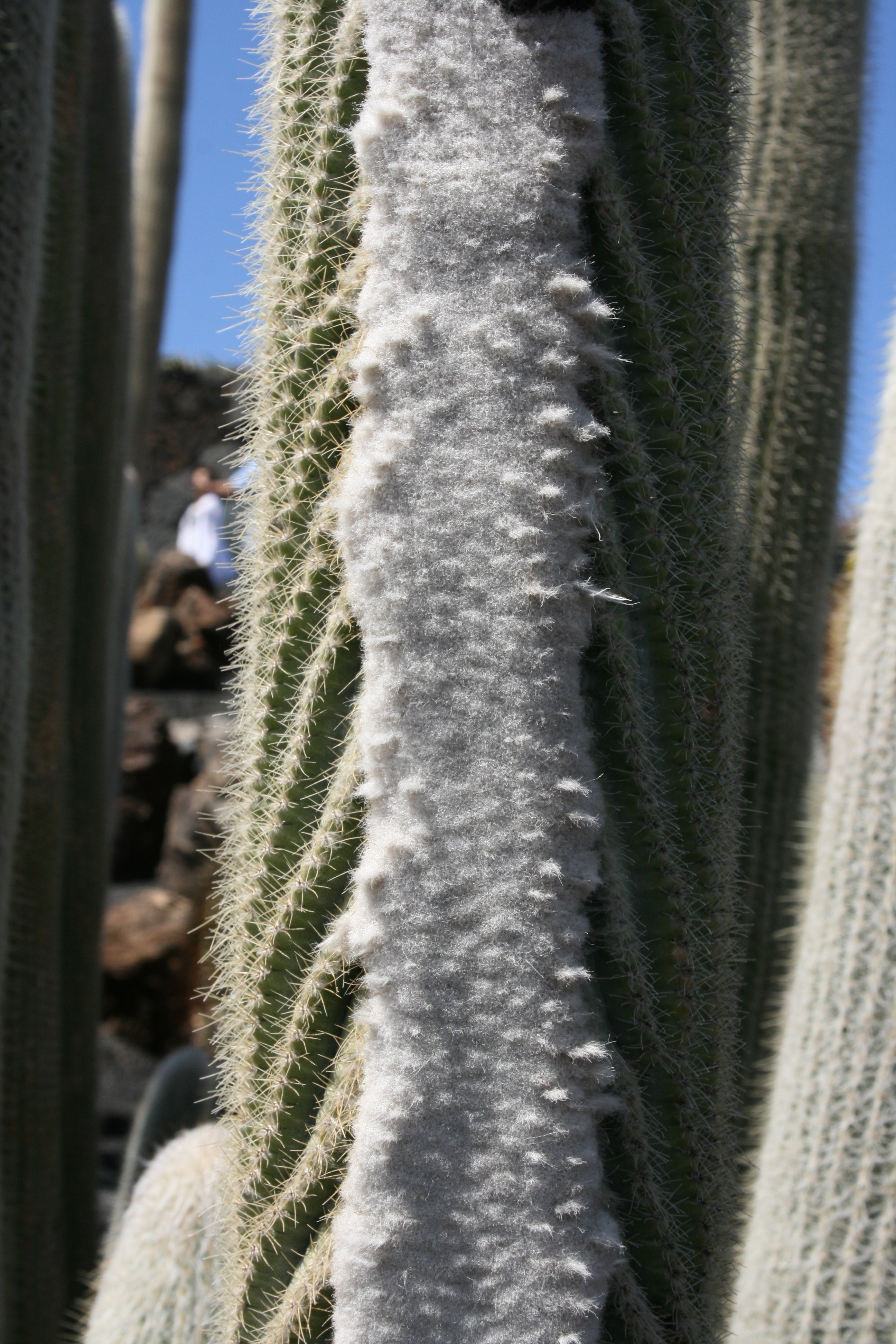
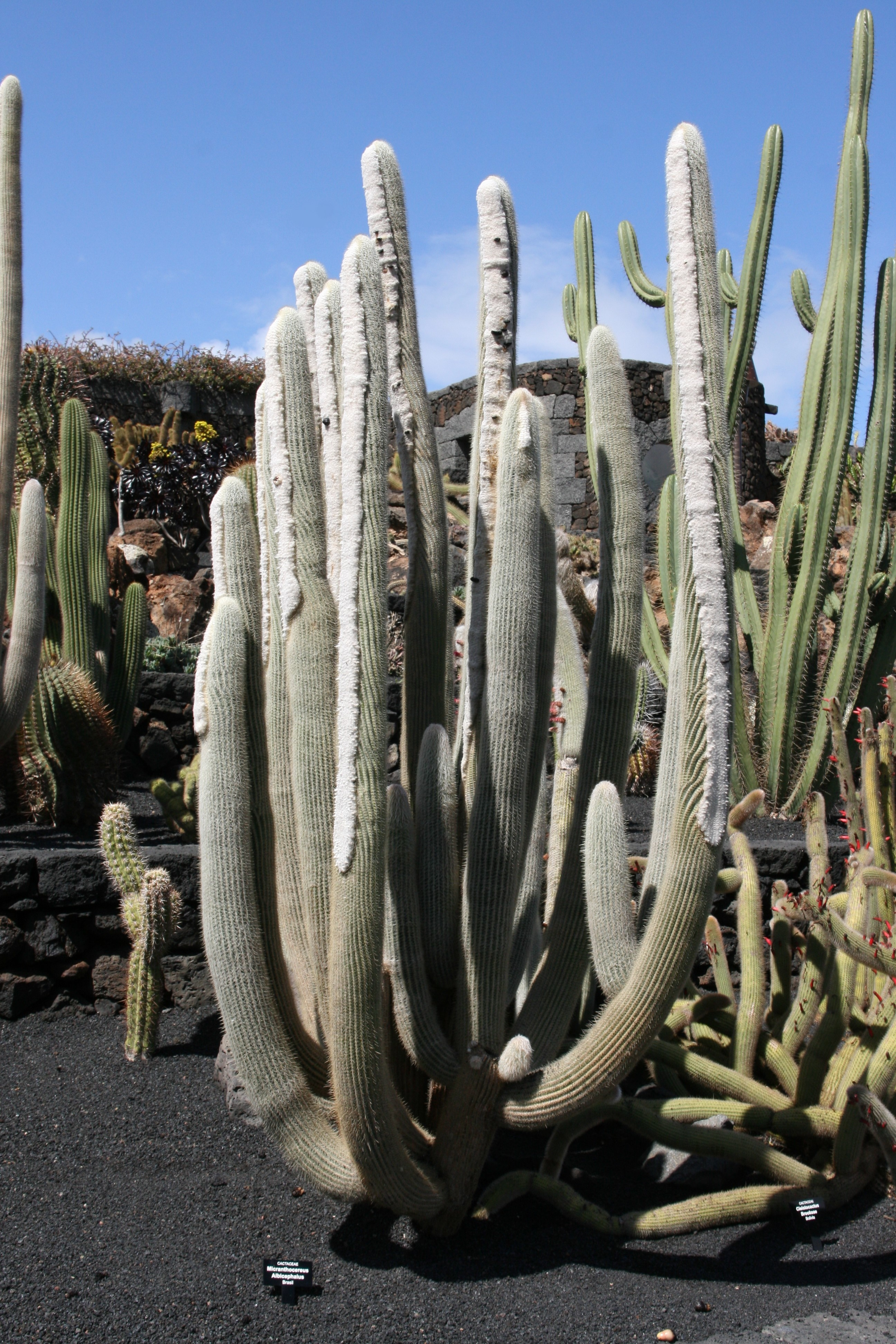